# Trigonoptera bimaculata
Trigonoptera bimaculata es una especie de escarabajo longicornio del género Trigonoptera, tribu Tmesisternini, subfamilia Lamiinae. Fue descrita científicamente por Thomson en 1865.

## Descripción
Mide 11-14,5 milímetros de longitud.

## Distribución
Se distribuye por Indonesia y Papúa Nueva Guinea.